# Cellestofskifte
Cellemetabolisme er summen af de processer der foregår i en celle, og som opretholder liv i cellen. Metabolismen består overordnet af to forskellige slags processer: katabolisme og anabolisme. Cellemetabolismen er en meget kompleks række af kontrollerede kemiske processer.

## Anabolisme
Hovedartikel: Anabolisme
Anabolisme er en proces hvor energi forbruges til at syntetisere eller kombinere simple forbindelser til mere komplekse organiske forbindelser som enzymer og nukleinsyrer.

## Katabolisme
Hovedartikel: Katabolisme
Katabolisme en metaboliske processer i levende celler, ved hvilke komplekse molekyler bliver nedbrudt under dannelse af energi. De fleste kataboliske reaktioner er normalt exoterme.
|  | Denne artikel om noget teknisk eller videnskabeligt kan blive bedre, hvis der indsættes et (bedre) billede. Du kan hjælpe ved at afsøge Wikimedia Commons for et passende billede eller lægge et op på Wikimedia Commons med en af de tilladte licenser og indsætte det i artiklen. |

| Fysiologi | Spire Denne artikel om fysiologi er en spire som bør udbygges. Du er velkommen til at hjælpe Wikipedia ved at udvide den. |